# Gartenstadt Puchenau

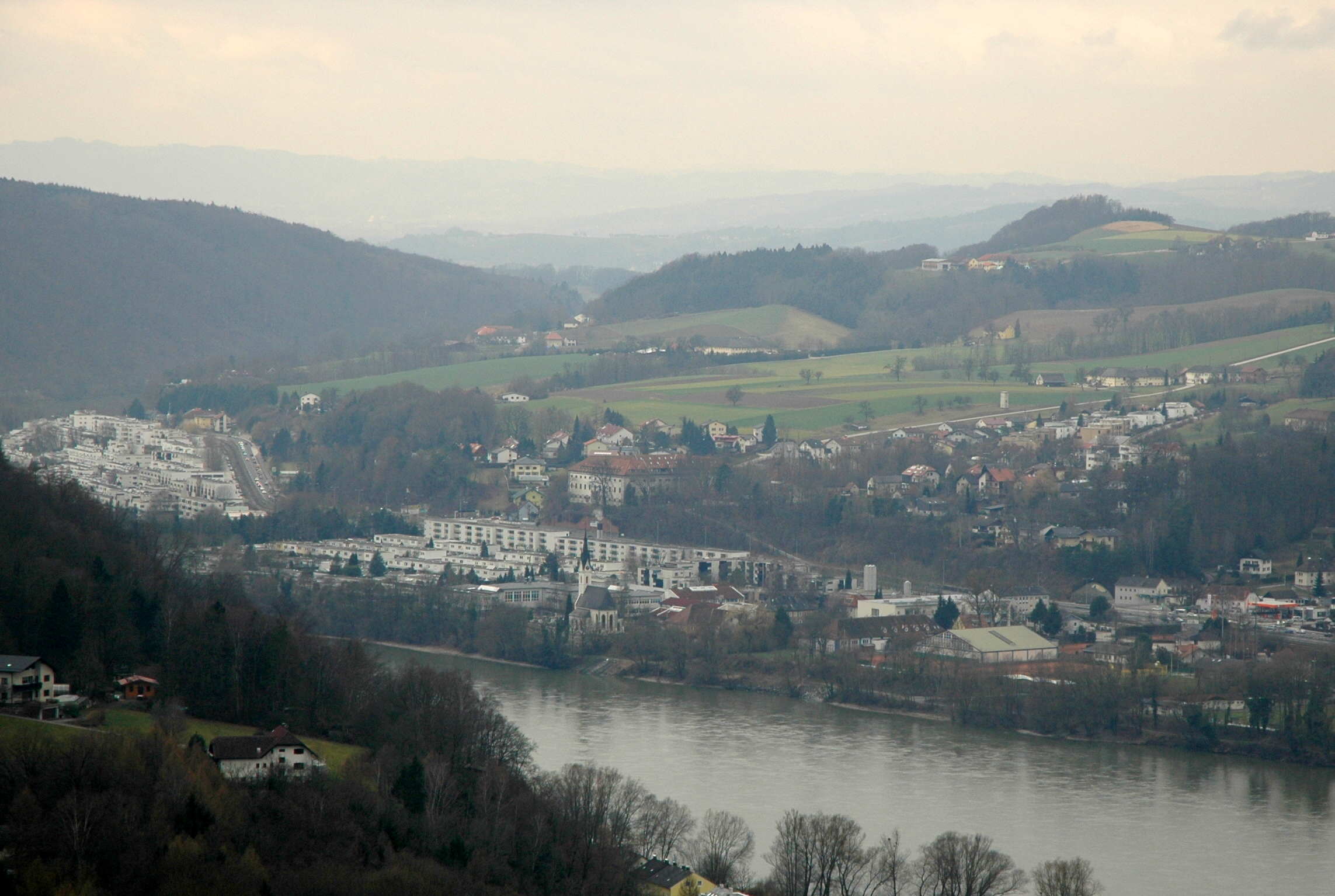
Die Gartenstadt Puchenau von der gegenüberliegenden Seite der Donau aus gesehen

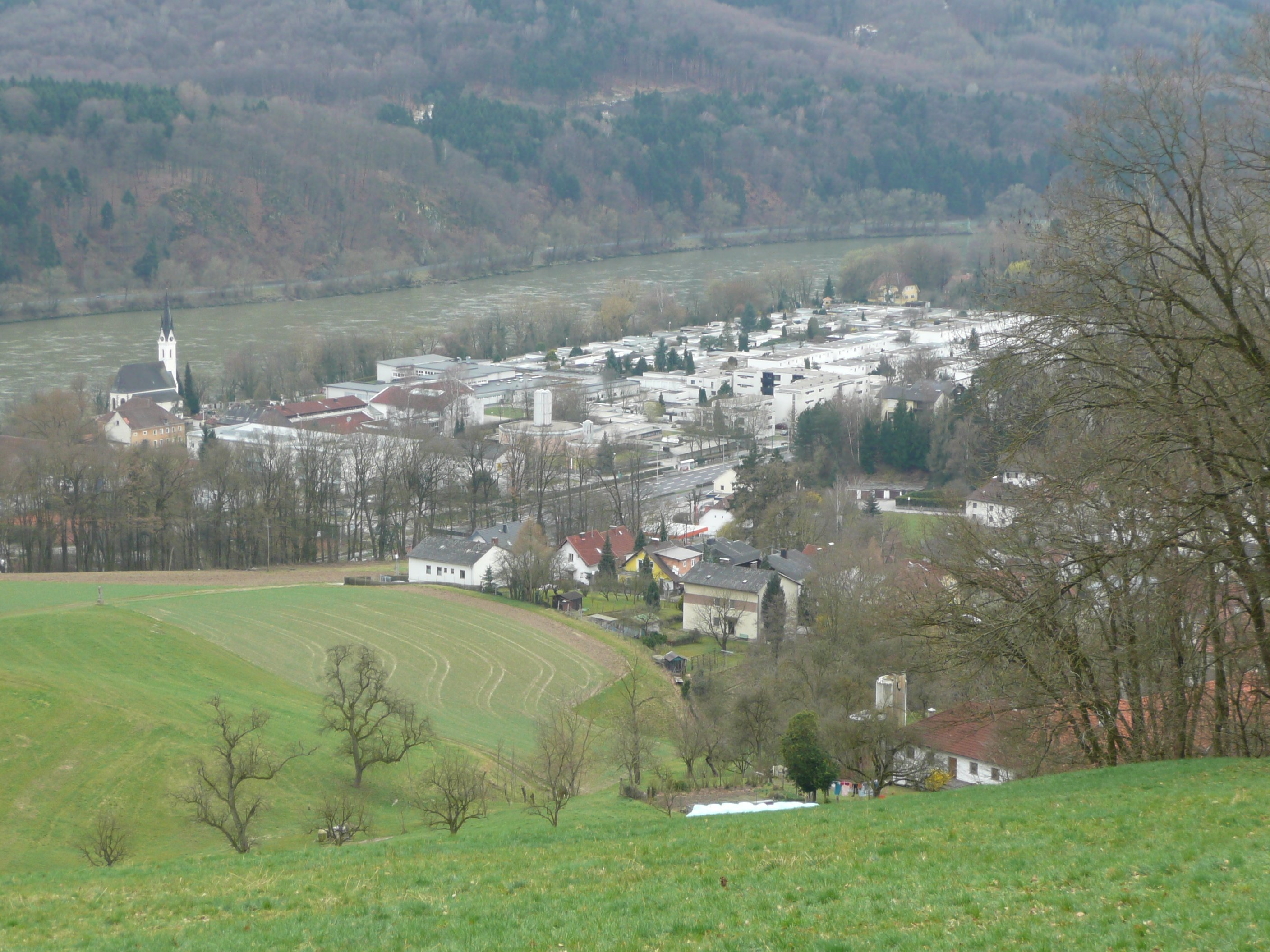
Gartenstadt I

Die Gartenstadt Puchenau ist eine von Roland Rainer geplante Wohnanlage in Puchenau (Oberösterreich), die sich an die Idee des Gartenstadtkonzepts anlehnt und in insgesamt drei Bauteilen von 1963 bis 2000 entlang der Donau zwischen Au und der gemeinsamen Trasse der Rohrbacher Straße und Mühlkreisbahn errichtet wurde.

## Geschichte
Seit dem ersten Bauteil, der von 1963 bis 1968 realisiert wurde, lag das Ziel in der optimalen sozialen und ökonomischen Konzeptionierung eines verdichteten Flachbaus. Dies sollte durch Erprobung von Mindestparzellengrößen, sparsame Erschließung der Anlage durch schmale, leicht befestigte Fußwege, Tiefgaragen, Energieversorgung mittels Solaranlagen, Warmwasseraufbereitung durch Sonnenkollektoren, uneinsehbare private Außenräume und Gartenhöfe, natürliche Grünräume und Kleingliedrigkeit der Bebauung erreicht werden. Die Infrastruktur schließt Hort, Kindergarten, Volks- und Hauptschule, Kirche, Ärzte, Geschäfte und Spielplätze ein.
Außerdem verbindet die Mühlkreisbahn mittels zweier Haltestellen in der Gartenstadt („Puchenau“ und „Puchenau West“) die Wohnanlage mit der nur 5 bzw. 7 Zugminuten entfernten Landeshauptstadt Linz.
Im Rahmen von wissenschaftlichen Evaluierungen aus dem Jahr 1973 wurde der Gartenstadt Puchenau hinsichtlich Wirtschaftlichkeit, psychologischer Effekte und gesellschaftlichen Zusammenlebens ein positives Zeugnis ausgestellt, wodurch die Anlage in verdichteter Flachbauweise im Gegensatz zu anderen Großwohnsiedlungen, wie etwa Hochhausanlagen wie Pruitt-Igoe in St. Louis (Missouri), als geglückt angesehen werden kann. Das Hochhaus stellte für Rainer stets einen Wohnort dar, vor dem die Bewohner am Wochenende in die Zweitwohnung auf dem Land flüchten.
1978 wurde mit dem zweiten Bauteil der Gartenstadt Puchenau begonnen. Hier griff man für das Mauerwerk jedoch, anstatt mit Beton zu Bauen, wieder auf Hohllochziegel zurück.
Wenige Jahre vor Rainers Tod wurde schließlich der dritte Bauteil von 1998 bis 2000 errichtet.
Die gesamte Anlage wurde von der gemeinnützigen Wohnbaugesellschaft Neue Heimat in Auftrag gegeben. Teils befinden sich die Wohnungen bzw. Reihenhäuser im Eigentum der Bewohner, teils werden sie von der Neuen Heimat vermietet.
Während der drei Etappen der Errichtung der Gartenstadt wuchs Puchenau zu einer Gemeinde mit über 1000 Wohnungen an.

## Auszeichnungen
- Österreichischer Bauherrenpreis 1969